# Valentino Pasqualin

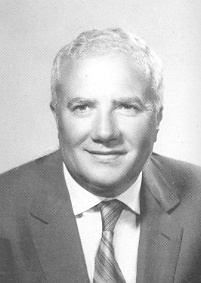
Valentino Pasqualin

Valentino Pasqualin (* 16. Dezember 1930 in Ospedaletto Euganeo, Provinz Padua; † 3. November 1989 in Bozen) war ein italienischer Politiker.

## Biographie
Pasqualin zog 1939 mit seinen Eltern nach Bozen und war bereits in seiner Jugend in katholischen Vereinen aktiv. 1964 wurde er auf der Liste der Democrazia Cristiana in den Südtiroler Landtag und damit gleichzeitig den Regionalrat Trentino-Südtirol gewählt, denen er bis 1983 angehörte. Von 1965 bis 1973 gehörte er als Assessor der Regionalregierung Trentino-Südtirol an, in der er zusätzlich ab 1969 auch als Vizepräsident fungierte. Von 1969 bis 1970 und danach wieder ab 1972, als er den verstorbenen Amerigo Finato ersetzte, war er als Landesrat im Kabinett Magnago III Mitglied der Südtiroler Landesregierung. 1974 übernahm er im neuen Kabinett Magnago IV zusätzlich das Amt des Landeshauptmannstellvertreters. 1983 trat er von seinem Landtagsmandat und seinem Posten im Kabinett Magnago V zurück, um bei den Parlamentswahlen anzutreten, bei denen er ein Mandat für die italienische Abgeordnetenkammer erringen konnte. 1987 verfehlte er die Wiederwahl. Im Jahr 1989 wurde er – nach fast einem Jahr kommissarischer Verwaltung der Stadt – zum Bürgermeister von Bozen gewählt. Es gelang Pasqualin unter schwierigen Umständen im Gemeinderat eine Koalition zu bilden, er verstarb jedoch keine drei Monate nach seiner Vereidigung.